# Richard B. Freeman
Richard Barry Freeman (nacido el 29 de junio de 1943) es economista. Profesor de Economía Herbert Ascherman en la Universidad de Harvard y codirector del Programa de Trabajo y Vida Laboral de la Facultad de Derecho de Harvard, Freeman es también investigador principal sobre mercados de trabajo en el Centre for Economic Performance, que forma parte de la London School of Economics, financiado por el Economic and Social Research Council, el organismo público británico que financia las ciencias sociales. Freeman dirige el Science and Engineering Workforce Project (SEWP) en el National Bureau of Economic Research (NBER), una red centrada en la economía de la ciencia, la técnica, la ingeniería y la mano de obra de las tecnologías de la información que ha recibido un importante apoyo a largo plazo de la Fundación Sloan.

## Educación
Se licenció en Dartmouth en 1964 y se doctoró en Economía por la Universidad de Harvard en 1969 con una tesis titulada El mercado laboral de la mano de obra universitaria. Estudió con el profesor y decano de Harvard John T. Dunlop, que llegó a ser Secretario de Trabajo de Estados Unidos con el presidente Gerald Ford.

## Contribuciones
Freeman ha escrito 18 libros, ha editado 29 libros y ha publicado más de 350 artículos sobre una amplia gama de temas, entre ellos las normas laborales mundiales, la fuerza de trabajo científica, la economía del crimen, cómo Internet está transformando los movimientos laborales y las rachas históricas de crecimiento de los sindicatos. En ¿Qué hacen los sindicatos? (1984), él y su coautor James Medoff presentaron pruebas que contrarrestaban la sabiduría convencional en economía cuando concluyeron que "el sindicalismo, en neto, probablemente aumenta la eficiencia social" y que "las tendencias recientes han llevado el nivel de densidad sindical por debajo del nivel óptimo". El trabajo de Freeman sobre la teoría económica de los sindicatos ha encontrado apoyo en varios estudios posteriores que indican que en muchos campos los trabajadores sindicados han proporcionado niveles de productividad más altos que sus homólogos no sindicados. No obstante, algunos estudios comparativos indican que la ventaja de los sindicatos en la productividad puede variar según el país. Christos Doucouliagos y Patrice Laroche en un artículo titulado "What do unions do to productivity?" (2003) indican que los sindicatos elevan significativamente la productividad en la industria manufacturera estadounidense, pero estos autores contraatacan con pruebas de que los sindicatos han tenido efectos perjudiciales para la productividad en el Reino Unido.
Freeman y sus colaboradores han explorado cómo el modelo de torneo de premios y financiación en las biociencias ha favorecido a los investigadores de más edad y ha contribuido a la degradación de las condiciones de los posdoctorados y los estudiantes de posgrado. Ha realizado diversos estudios sobre la internacionalización de la ciencia, ya que más de la mitad de los doctores que se graduaron en ciencia e ingeniería en las universidades estadounidenses en 2003 habían nacido en el extranjero, más del doble que en 1966.
Al principio de su carrera, Freeman se enfrentó a menudo a las críticas por su libro The Overeducated American (1976), que sugería que el mercado laboral estadounidense tendría grandes dificultades para emplear a los millones de ciudadanos con diplomas universitarios y títulos avanzados gracias a la enorme expansión de la educación superior después de la Segunda Guerra Mundial. El auge de la alta tecnología de finales de los años 80 y 90 tranquilizó a la mayoría de los observadores, que consideraron que la expansión de la educación superior era la vía fiable para lograr la vitalidad económica nacional y alcanzar los sueños de prosperidad que buscaban millones de individuos. Sin embargo, la tesis de Freeman de que los mercados laborales no siempre serán favorables a los trabajadores con educación universitaria está disfrutando de un renacimiento a principios del siglo XXI.  Esta reconsideración ha cobrado impulso desde el elevado desempleo y subempleo de los graduados universitarios tras la Gran Recesión de 2008, así como las tendencias de la globalización que han llevado a la deslocalización de muchos trabajos realizados por abogados, contables, trabajadores de la tecnología de la información y otros profesionales bien formados. 
Freeman ha defendido que la ampliación de los programas de propiedad de los empleados y la participación en los beneficios de base más amplia ayudarían a reducir la desigualdad en EE. UU. Es coautor, junto con Joseph R. Blasi y Douglas L. Kruse, de Rutgers, de The Citizen's Share: Reducing Inequality in the Twenty-first Century (New Haven: Yale University Press, 2013), una obra que el economista francés Thomas Piketty acreditó por trazar cómo "Estados Unidos solía basarse en un amplio acceso a la riqueza y la propiedad" y luego mostrar "cómo revivir" esta tradición. Freeman también ha escrito con Kimberly Ann Elliott estudios sobre cómo los vigilantes de los derechos humanos han generado activismo y conciencia de los consumidores sobre la ropa y otros productos de consumo que a menudo se fabrican en condiciones de explotación laboral. Freeman lleva a cabo muchos estudios sobre la economía de China, en particular estudios comparativos de la innovación científica y la mano de obra en China, Estados Unidos y varias otras naciones.